# رویت (آلمان)
رویت (آلمان) (به آلمانی: Reut) یک شهر در آلمان است که در بایرن واقع شده‌است.

## خصوصیات
رویت ۳۰٫۷۶ کیلومترمربع مساحت دارد ۴۶۰ متر بالاتر از سطح دریا واقع شده‌است.